# Мастен Грегъри
Мастен Грегъри (на английски: Masten Gregory) е бивш пилот от Формула 1.
Роден е на 29 февруари 1932 година в Канзас Сити, Мисури, САЩ.

## Формула 1
Мастен Грегъри прави своя дебют във Формула 1 в Голямата награда на Монако през 1950 година. В световния шампионат записва 46 състезания като се класира три пъти на подиума и събира 21 точки.